# Adryas incompta
Adryas incompta är en stekelart som beskrevs av Pinto och Richard Owen 2004. Adryas incompta ingår i släktet Adryas och familjen hårstrimsteklar.
Artens utbredningsområde är:
- Costa Rica.
- Ecuador.

Inga underarter finns listade i Catalogue of Life.